# Тастевен, Генрих Эдмундович
Генрих Эдмундович Тастеве́н (фр. Henri-Marie-Edmond Tastevin; 8 (20) сентября 1880 — 12 (25) июня 1915) — российский художественный критик и литературный критик, редактор.

## Биография
Родился во французской семье (с французским гражданством), давно обосновавшейся в России. Дед, Проспер Тастевен (1819—?), работал гувернёром в Императорском лицее в память Цесаревича Николая. Затем там же работал его сын, отец Генриха Тастевена Эдмон Иванович (Просперович) Тастевен, среди его воспитанников был будущий художник Игорь Грабарь, которому гувернёр позировал и покровительствовал.
Окончил 6-ю московскую гимназию (1899, серебряная медаль), историко-филологический факультет Московского университета (1905)
Преподавал французский язык в Лазаревском институте восточных языков. В 1907—1909 гг. занимал должность секретаря редакции в журнале «Золотое руно», публиковал в нём статьи о литературе и искусстве, в том числе «Ницше и современный кризис», «Импрессионизм и новые искания» и др. В качестве главного идеолога журнала вёл полемику с «Весами» о символизме. Выдвинул концепцию «реалистического символизма», основанную на взглядах Вяч. И. Иванова.
Русский делегат парижского общества «Les grandes conférences», занимавшегося организацией турне знаменитостей по различным странам. Организовал поездки по России Эмиля Верхарна (1913) и Поля Фора (март 1914). В феврале 1914 года был одним из организаторов приезда в Россию вождя итальянского футуризма Филиппо Томмазо Маринетти. К его приезду выпустил книгу «Футуризм. На пути к новому символизму» (переиздание 2017).
С началом мировой войны в Тастевене проснулся французский патриотизм, он собирался уехать во Францию и поступить в армию. Внезапно умер от быстротечного диабета. Похоронен на Введенском кладбище.
По воспоминаниям Георгия Чулкова,

Для многих он был лишь дилетантом, обладавшим немалыми знаниями в области живописи, поэзии и философии. Но в Тастевене был не только дилетантизм: в нём была душевная чистота и высота и была какая-то напряжённая и бескорыстная жажда истины. И эти качества сочетались у него со скромностью и какою-то нежностью в отношении к людям.